# Danielle Proulx

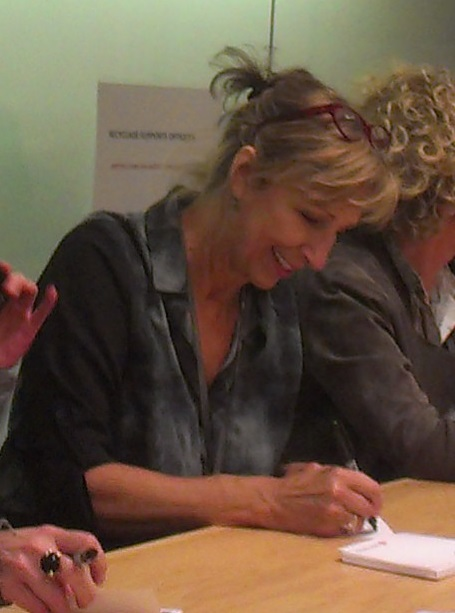
Danielle Proulx, 2015

Danielle Proulx (* 12. Oktober 1952 in Montréal, Québec) ist eine kanadische Schauspielerin.

## Leben und Leistungen
Sie war von 1973 bis 1987 mit dem Schauspieler Raymond Cloutier verheiratet. Ihr Sohn Émile Proulx-Cloutier (* 1983) ist Schauspieler. Danielle Proulx' Nichte, Catherine Proulx-Lemay, ist ebenfalls im Schauspielberuf tätig.
Danielle Proulx bekam 1989 beim Montréal World Film Festival den Preis der besten Schauspielerin für Verbotene Experimente (Portion d'éternité). 1991 erhielt sie einen Genie Award als beste Nebendarstellerin für Amoureux fou – Eine verrückte Liebe. 2006 gewann sie beim Prix Jutra, bei den 26. Genie Awards und beim Vancouver Film Critics Circle, jeweils als beste Nebendarstellerin für den Film C.R.A.Z.Y. – Verrücktes Leben. Dieses Filmdrama von Regisseur Jean-Marc Vallée wurde in Kanada mit zahlreichen Preisen bedacht.
Proulx wurde 2008 zu Präsidentin der jährlichen Prix-Jutra-Verleihung ernannt. Vor ihr hatte der Schauspieler Michel Côté diese Position inne.

## Filmografie (Auswahl)
- 1973: Bye-Bye (Folge Bye-Bye 1973)
- 1988: Verbotene Experimente (Portion d'éternité)
- 1991: Amoureux fou – Eine verrückte Liebe (Amoureux fou)
- 1992: Annas Garten (Le Jardin d'Anna)
- 1993: Das Geschlecht der Sterne (Le Sexe des étoiles)
- 2005: C.R.A.Z.Y. – Verrücktes Leben (C.R.A.Z.Y.)
- 2011: Monsieur Lazhar